# Gerald Kron
Gerald Kron (ur. 6 kwietnia 1913, zm. 9 kwietnia 2012) – amerykański astronom, jeden z pionierów fotometrii fotoelektrycznej.

## Życiorys
Urodził się w Milwaukee, gdzie także uczęszczał do szkoły średniej. W 1934 otrzymał tytuł Master of Science w dziedzinie inżynierii mechanicznej w University of Wisconsin-Madison. Po ukończeniu studiów pracował w University of California w Berkeley w Mount Wilson Observatory, gdzie w 1938 otrzymał doktorat z astronomii i rozpoczął pracę w Obserwatorium Licka.
W latach 1940–1945 brał udział w pracach nad rozwojem radaru w Massachusetts Institute of Technology, pracował także w Naval Air Weapons Station China Lake, gdzie zajmował się badaniami dotyczącymi paliwa stałego do napędu rakiet.
Po wojnie powrócił do Obserwatorium Licka. W 1946 poślubił astronomkę Katherine Carson Gordon. Pracując w Obserwatorium Licka był jednym z projektantów i współtwórców Teleskopu C. Donalda Shane’a.
W późniejszym okresie pracował także w United States Naval Observatory i Obserwatorium Mount Stromlo w Australii.
Opublikował około 130 prac naukowych, wiele z nich opisywało metody dokładnego pomiaru światła gwiazd i gromad kulistych. Był pionierem używanie fotopowielaczy przy pomiarze promieniowania podczerwonego zimnych gwiazd. To między innymi dzięki jego dokładnym pomiarom gromad kulistych w Wielkim Obłoku Magellana zrewidowano wcześniejsze poglądy na wielkość Drogi Mlecznej.
Miał pięcioro dzieci i pięcioro wnuków.